# Château de Montaret
Le château de Montaret est un château en ruines situé à Souvigny, en France.

## Localisation
Le château est situé sur la commune de Souvigny, dans le département de l'Allier, en région Auvergne-Rhône-Alpes.

## Description
Le château a brûlé en 1929 et il ne reste plus que des ruines. 

## Historique
Le château de Montaret fut bâti pour la famille d'Entraigues. Jean, capitaine-châtelain de Souvigny, obtint en 1449 l'autorisation de faire fortifier son hôtel de Montaré. En 1595, le château était la possession de la famille de Montmorin. Jacques de Montmorin était sieur de Montmorin, en même temps que de Montaret et du Châtelard, à Ébreuil. La dernière héritière fut, vers 1670, Françoise de Montmorin. En 1734, c'était Antoine Bonand, contrôleur des guerres, qui était seigneur de Montaret. La propriété resta dans les mains de la famille jusqu'à la Révolution[réf. souhaitée].